# Äthiopische Davis-Cup-Mannschaft
Die äthiopische Davis-Cup-Mannschaft ist die Tennisnationalmannschaft Äthiopiens, die das Land im Davis Cup vertritt. Organisiert wird sie durch die Ethiopian Tennis Federation.
Äthiopien nahm das erste Mal 1995 am Davis Cup teil. Bestes Resultat war der 13. Platz in der Europa-/Afrikagruppe 3 im Jahr 1997. Seit 2002 fand keine weitere Teilnahme statt. Erfolgreichster Spieler ist Yohannes Setegnwandimu mit 20 Siegen bei 55 gespielten Matches.